# Zegar (jaskinia)
Zegar – jaskinia w miejscowości Strzegowa w województwie małopolskim, w powiecie olkuskim, w gminie Wolbrom. Nazywana jest również Jaskinią Zegarową. Znajduje się w lewych zboczach Doliny Wodącej, w Dolnych Skałach na wzniesieniu Zegarowych Skał na Wyżynie Częstochowskiej.

## Historia poznania i eksploatacji
Miejscowej ludności jaskinia znana była od dawna. W piśmiennictwie wymieniana była już w 1846 r., w 1908 r. Przesmycki sporządził jej pierwszy plan. W 1997 r. zarząd Zespołu Jurajskich Parków Krajobrazowych aby ochronić jaskinię przed dewastacją zamknął jej główny otwór wejściowy metalową kratą, a wejście środkowe i boczne betonowymi korkami z niewielkim prześwitem. Zamknięcie to miało również chronić prowadzone w niej wykopaliska archeologiczne przed zniszczeniem, a turystów przed wpadnięciem do wykopów. Ponadto chciano w ten sposób zabezpieczyć zamontowany w jaskini sprzęt pomiarowy do obserwacji klimatycznych oraz punkty poboru wody. Zamknięcie jednak nie spełniło swojego zadania – wkrótce uległo zniszczeniu. Obecnie jaskinia jest dostępna, podlega jednak ochronie prawnej jako pomnik przyrody.
Autor pierwszej publikacji o jaskini z 1846 r. pisze, że na jej dnie znajdowała się tłusta i czarna ziemia, którą wydobyto w celu użyźnienia okolicznych pól. Znajdowały się w niej kości zwierzęce i skorupy naczyń. W ten sposób częściowo zniszczone zostało stanowisko archeologiczne. W 1997 r. jednak archeolodzy rozpoczęli w jaskini badania. W jej namulisku wykonano cztery wykopy; pierwszy przed głównym wejściem do jaskini, drugi pod okapem środkowego otworu, trzeci w głównej sali jaskini, przy wlocie do niej korytarza, czwarty w najszerszym miejscu korytarza. Pierwsze dwa wykopy zasypano po skończeniu w nich badań. Trzeci wykop w 1998 r. osiągnął głębokość 3 m, czwarty 4 m i nie dotarł do skalistego dna jaskini. Już w 1997 r. zebrano z wykopów 2187 szczątków zwierzęcych należących do 20 gatunków ssaków. Oprócz zwierząt dziko żyjących były to również szczątki zwierząt domowych (krowy, owce, kozy). Bardzo mało natomiast było narzędzi krzemiennych. W górnej warstwie znaleziono liczne fragmenty ceramiki.
Wśród znalezionych szczątków zwierzęcych były m.in. kości i kły niedźwiedzia jaskiniowego, lwa jaskiniowego, hieny jaskiniowej, renifera, jelenia. Są to zwierzęta, na które polowali nasi przodkowie. Wyniki badań archeologiczno-paleozoicznych wskazują, że jaskinia była kilkakrotnie zamieszkiwana przez ludzi. Najdawniejsze ślady pobytu w niej człowieka pochodzą sprzed około 50-60 tysięcy lat. Po raz drugi ludzie pojawili się w jaskini w środkowym neolicie, później w okresie kultury przeworskiej (III-IV wiek n.e.), oraz w średniowieczu (XIV wiek).

## Opis jaskini
Jest to jaskinia pozioma i obszerna, bardzo ciasny jest jedynie korytarzyk w jej środkowej części. Ma trzy otwory wejściowe, dwa skrajne oddalone są od siebie o 25 m. Główny korytarz znajduje się w zachodniej części jaskini i doprowadza do obszernej komnaty o długości 20 m. Obniżenie w jej dnie powstało wskutek wybrania namuliska. Od komnaty odchodzi niski korytarz z niewielkimi salkami, doprowadzający do otworu wschodniego. W środkowej części korytarza odgałęzia się boczny, bardzo ciasny i kręty korytarz. Prowadzi on do otworu trzeciego mającego postać okna, zwanego Drzwiczkami do Pieca. Okno to wychodzi w dużym schronisku między otworami jaskini.
Namulisko jaskini jest gliniaste, miejscami z gruzem wapiennym. Brak nacieków, jedynie na północnej ścianie jaskini występuje mleko wapienne.

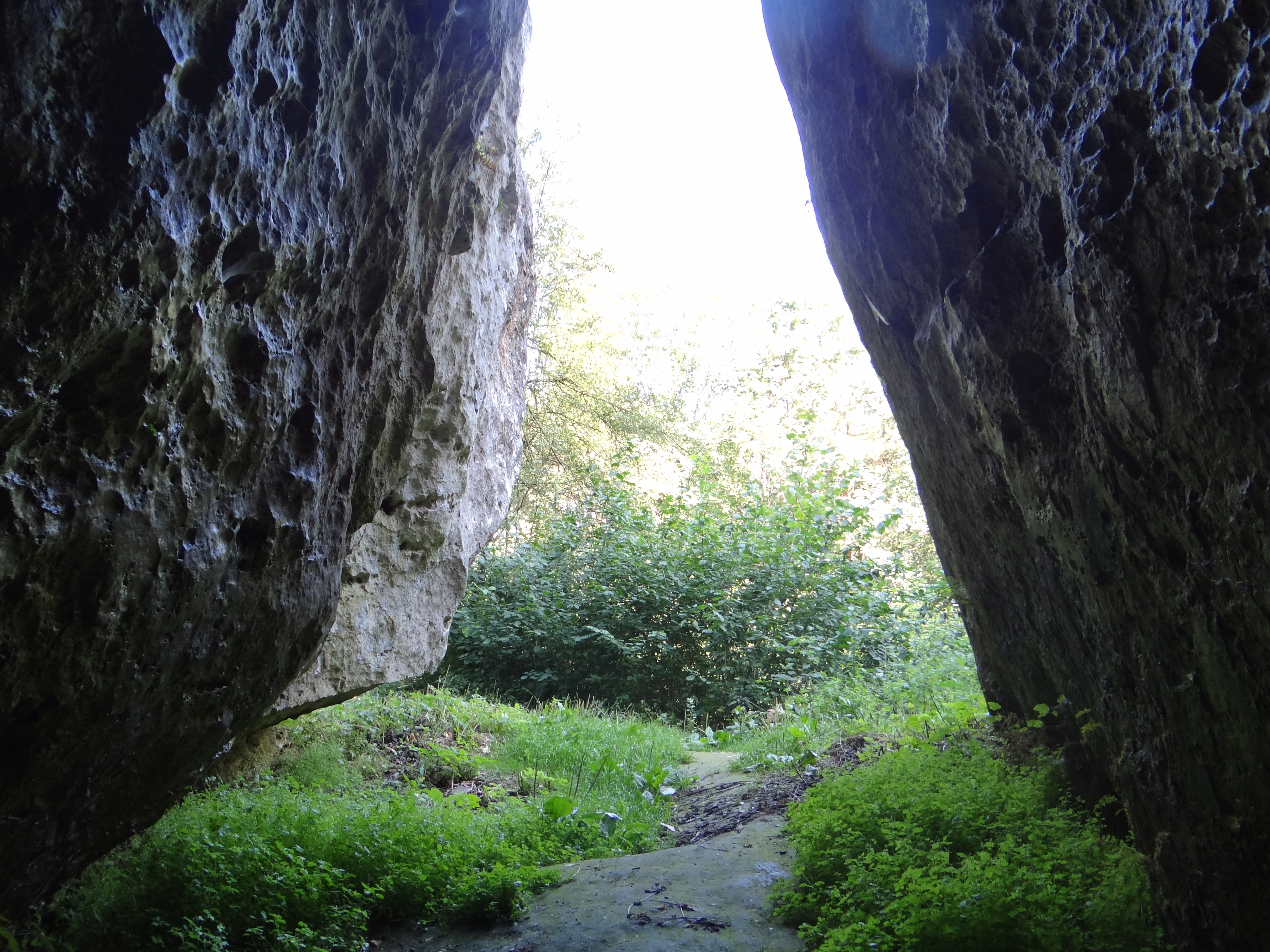
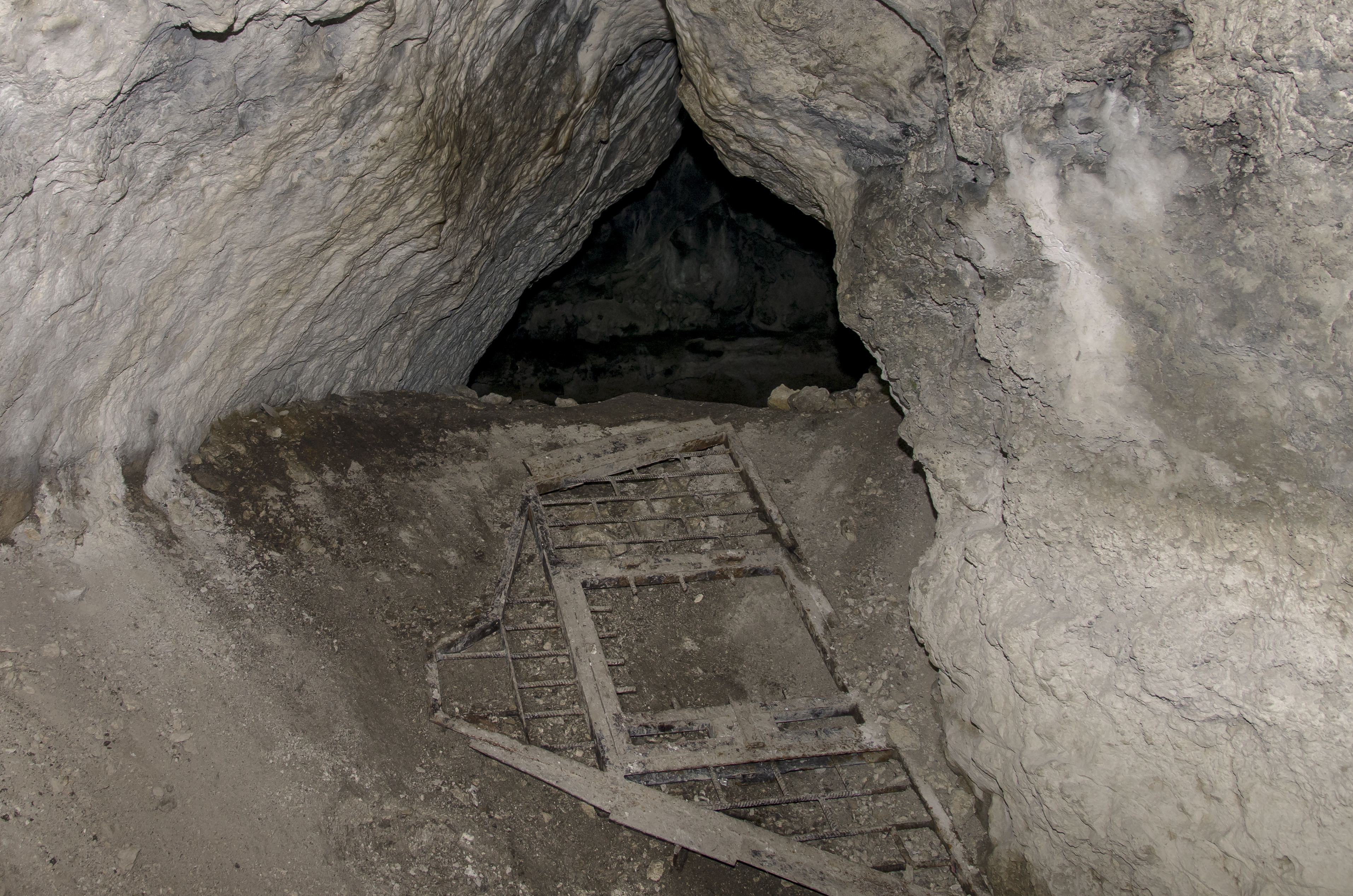
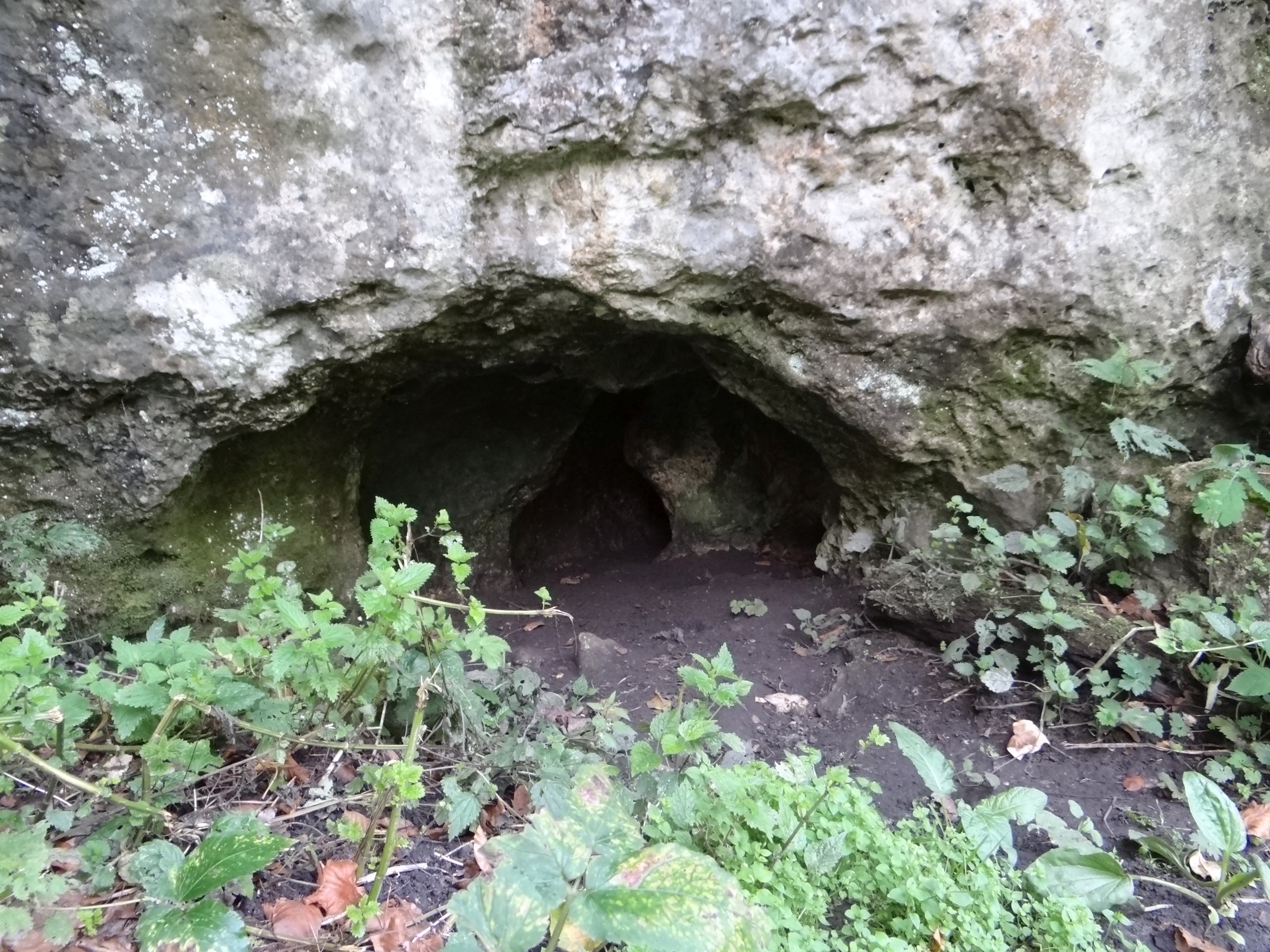
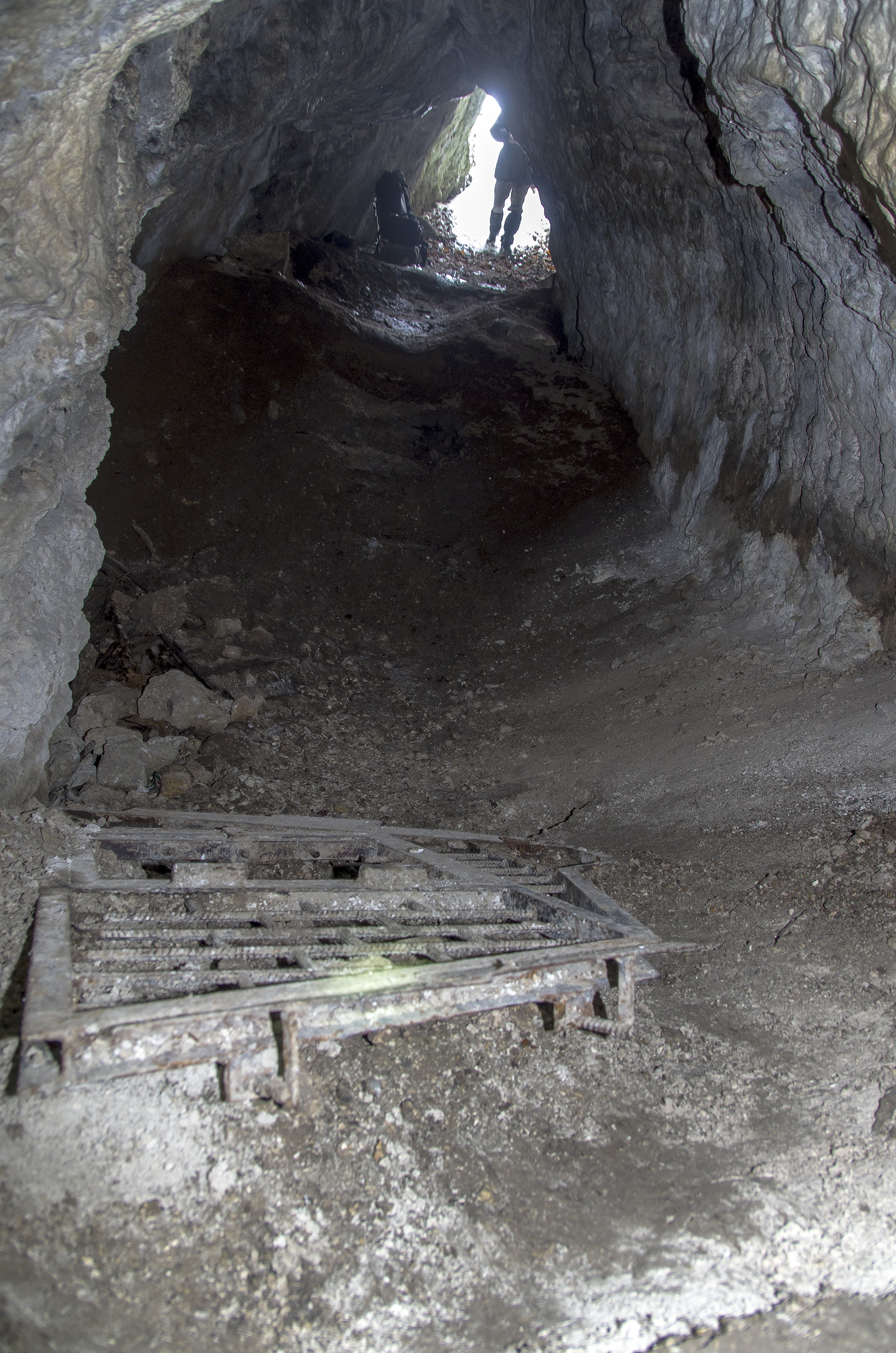
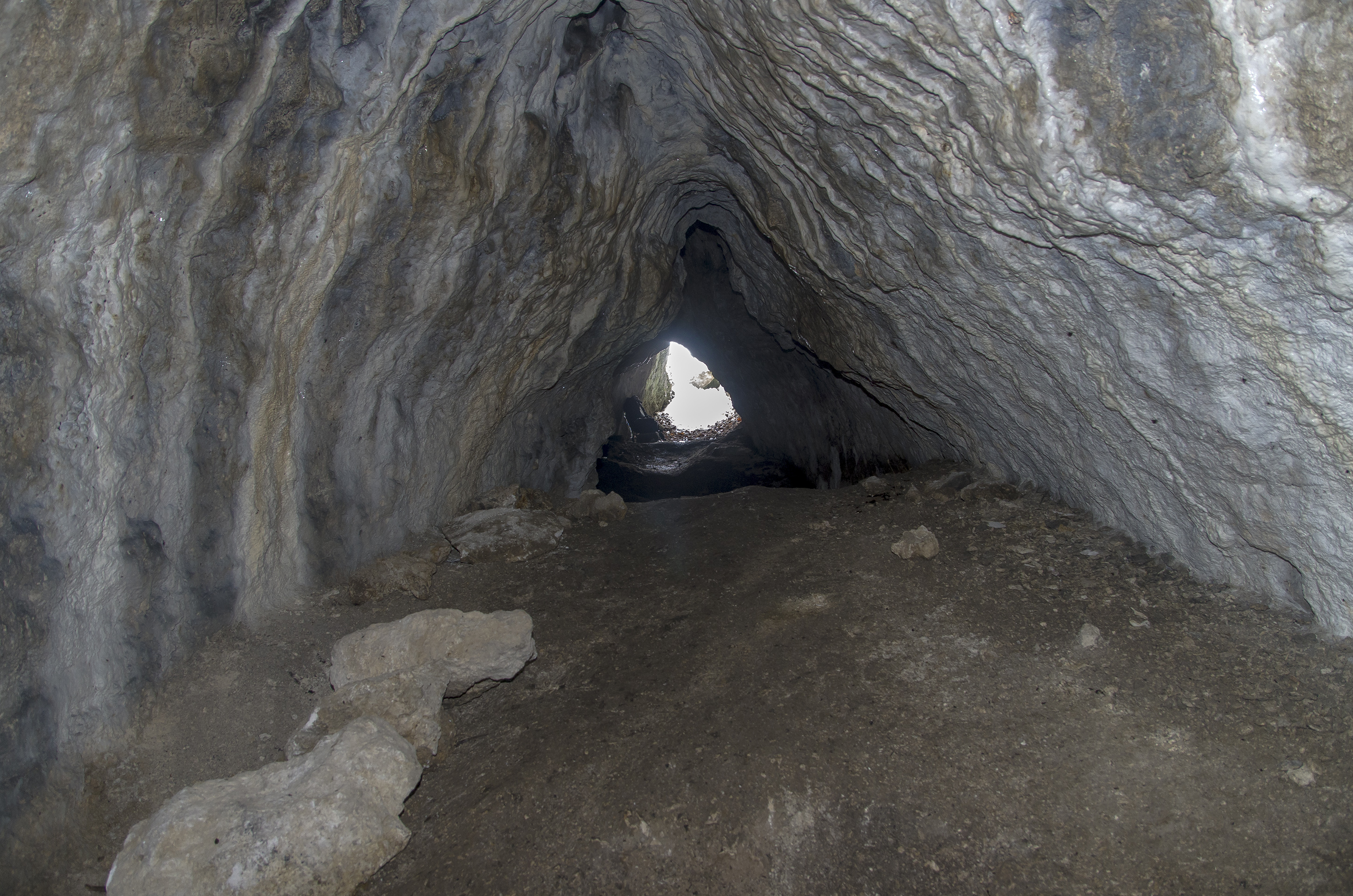

W Zegarowych Skałach znajdują się jeszcze inne jaskinie: Jaskinia Jasna koło Smolenia, Schronisko Południowe, Schronisko za Majdanem, Schronisko w Cysternie, Schronisko w Zegarowych Skałach Pierwsze, Schronisko w Zegarowych Skałach Drugie, Dziura w Ścianie.